# Fattore VIII
Il Fattore VIII (FVIII) è un fattore essenziale della coagulazione del sangue noto anche come fattore anti-emofiliaco (AHF). Negli esseri umani, il Fattore VIII è codificato dal gene F8 sul cromosoma X. 

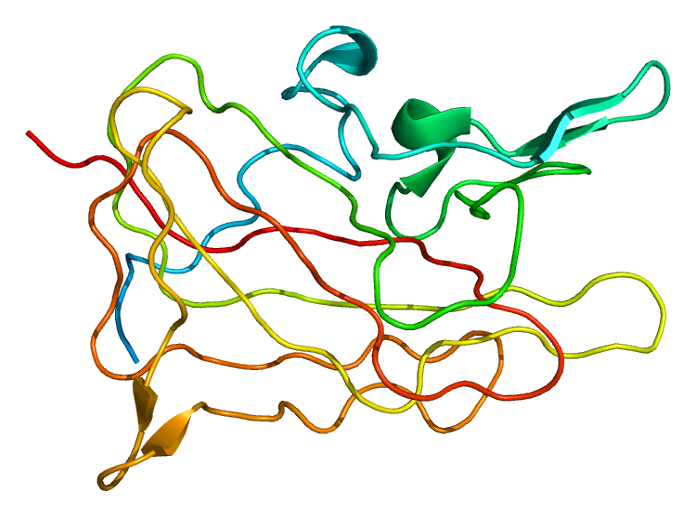
Struttura proteica codificata dal gene F8, fattore di coagulazione VIII

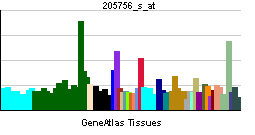
Pattern di espressione ad RNA del gene F8

Difetti in questo gene concorrono nell'insorgenza dell'emofilia A, tale patologia ha trasmissione recessiva legata al cromosoma X, e si traduce in un disturbo della coagulazione.
Il fattore VIII partecipa alla coagulazione del sangue; in particolare è un cofattore per il fattore nono attivato (IXa), il quale, in presenza di Ca2+ e fosfolipidi, forma un complesso che converte il fattore X in fattore decimo attivato (Xa). Il gene del fattore VIII può codificare per splicing alternativo due trascritti primari diversi. La variante di trascrizione 1 codifica per una glicoproteina di grandi dimensioni, che circola nel plasma associata mediante complessi non covalenti con il fattore di von Willebrand in un rapporto di circa 1:50. Questa proteina subisce eventi di scissione multipli. La variante di trascrizione 2 codifica per una piccola proteina putativa, isoforma b, che presenta un dominio di legame per i fosfolipidi VIIIc. Questo dominio di legame è essenziale per l'attività di coagulazione.

## Genetica
Il gene per il Fattore VIII si trova sul cromosoma X a Xq28 e presenta un'interessante struttura primaria, in quanto un altro gene è incorporato in uno dei suoi introni.

## Fisiologia
Il FVIII è una glicoproteina pro-cofattore. Viene rilasciato nel flusso sanguigno dalle reti vascolari degli endoteli: glomerulari e tubolari e dalle cellule sinusoidali del fegato, [6]. Nel sangue circolante, tale fattore è principalmente legato al fattore di von Willebrand in un complesso stabile. Dopo l'attivazione da parte della trombina (Fattore IIa), si dissocia dal complesso ed interagisce con il fattore IXa nella cascata della coagulazione. FVIII assume il ruolo di cofattore del fattore IXa nell'attivazione del fattore X, che a sua volta, con il suo cofattore fattore Va, attiva più trombina. La trombina scinde il fibrinogeno in fibrina la quale polimerizza a dare legami crociati (con il fattore XIII) in un coagulo di sangue.